# Un chien de prix
Un chien de prix (en russe : Dorogaïa sobaka) est une nouvelle d’Anton Tchekhov, parue en 1885.

## Historique
Un chien de prix est initialement publié dans la revue russe Les Éclats, no 48, du 9 novembre 1885, signée A. Tchékhonté. Aussi traduit en français sous le titre Un bon chien.

## Résumé
Le lieutenant Doubov montre son setter anglais Milka à l’engagé volontaire Knaps. Il essaie de le lui vendre prétextant qu’un chien de chasse gâche son talent à rester dans un appartement. Deux cents roubles, cent cinquante, même à vingt cinq, Knaps n’en veut pas.
Une bouteille plus tard, Doubov est prêt à le donner : c’est toujours non. Un équarrisseur le prendrait-il ? Peut-être, surtout que c’est un corniaud.

## Édition française
- Un chien de prix, traduit par Édouard Parayre, in Œuvres I, Paris, Éditions Gallimard, coll. « Bibliothèque de la Pléiade » no 197, 1968  (ISBN 978-2-07-0105-49-6).